# Département Barh Kôh
Das Département Barh Kôh ist ein Département im Süden des Tschad. Es liegt im zentralen und nordwestlichen Teil der Provinz Moyen-Chari, die Hauptstadt ist Sarh. Beim Zensus im Jahr 2009 wurden 104.812 Einwohner gezählt.

## Verwaltungsuntergliederung
Das Département ist in fünf Unterpräfekturen unterteilt:
- Sarh
- Balimba
- Korbol
- Koumogo
- Moussa Foyo